# Le Chemineau
Le Chemineau je francouzský němý film z roku 1905. Režisérem je Albert Capellani (1874–1931). Film trval zhruba 6 minut, ale nedochoval celý.
Jedná se o první filmovou adaptaci románu Bídníci (1862) od Victora Huga (1802–1885).